# Hirschfeld-Eddy-Stiftung
Die Hirschfeld-Eddy-Stiftung (HES) ist eine im Juni 2007 in Berlin gegründete Stiftung, die sich weltweit für die Menschenrechte lesbischer, schwuler, bisexueller, trans- und intergeschlechtlicher sowie weiterer queerer Menschen (LSBTIQ) einsetzt.

## Ziele und Entstehung
Die Hirschfeld-Eddy-Stiftung (HES) wurde 2007 gegründet, um die Menschenrechtsarbeit des LSVD+ weiter auszubauen, der seit 2006 einen offiziellen Beraterstatus bei den Vereinten Nationen hat. Die HES ist eine nicht rechtsfähige, gemeinnützige Stiftung in der Verwaltung des LSVD+.
Die Stiftung fördert national und international die LSBTIQ-Menschenrechtsarbeit. Sie unterstützt Menschenrechtsverteidigende und betreibt Aufklärung, um Vorurteile und Diskriminierung gegen LSBTIQ besonders im Globalen Süden und in Osteuropa abzubauen.

## Namensgebung
Der Name der Stiftung soll an zwei LSBTIQ-Personen erinnern: an den deutschen Arzt, Sexualwissenschaftler, Sexualreformer und Bürgerrechtsaktivisten Magnus Hirschfeld (1868–1935), ein Vordenker der LSBTIQ-Bewegung, und an die Menschenrechtsaktivistin Fannyann Eddy (1974–2004) aus Sierra Leone, die 2004 wegen ihres Engagements für LSBTIQ-Anliegen ermordet wurde. Der Name soll verdeutlichen, dass der Kampf um LSBTIQ-Menschenrechte ein weltweiter sein muss.

## Menschenrechtsarbeit
Die Stiftung informiert über die weltweite Gefährdung von LSBTIQ. In 62 Staaten wird Homosexualität immer noch strafrechtlich verfolgt; in 12 Ländern droht die Todesstrafe für Lesben und Schwule. Einige Länder setzen die Todesstrafe um, darunter der Iran, Nigeria, Saudi-Arabien, Somalia und der Jemen. Die staatlichen Behörden dieser Länder gewähren LSBTIQ meist auch keinerlei Schutz vor Anfeindungen und Gewalt.
Die Arbeit der HES richtet sich im Inland in erster Linie an politisch Verantwortliche in der Außenpolitik, in der Entwicklungszusammenarbeit und der Menschenrechtspolitik. Menschenrechtskonferenzen und Kampagnen gegen Homosexuellenfeindlichkeit, Transphobie und die Kriminalisierung und Verfolgung von LSBTIQ bringen Betroffene und politische Akteure zusammen. Im Ausland stärkt die Stiftung vor allem unmittelbar gefährdete LSBTIQ-Personen und -Gruppen. Politisch engagiert sie sich in folgenden Feldern:
- zum LSBTI-Inklusionskonzept für die Auswärtige Politik und Entwicklungszusammenarbeit[11],
- beim Nationalen Aktionsplan „Queer Leben“ für die Akzeptanz sexueller und geschlechtlicher Vielfalt[12],
- in der Feministischen Außenpolitik und Entwicklungspolitik[13],
- bei der Attachéausbildung des Auswärtigen Amtes,
- als Gastorganisation Stipendiaten der Elisabeth-Selbert-Initiative.

Unterstützt wird die Arbeit der HES durch das Bundesministerium für wirtschaftliche Zusammenarbeit und Entwicklung (BMZ), das Auswärtige Amt (AA), die Stiftung Erinnerung, Verantwortung und Zukunft, die Friedrich-Naumann-Stiftung, die Friedrich-Ebert-Stiftung, die Heinrich-Böll-Stiftung, die Dreilinden gGmbH sowie weitere Kooperationspartner.

### Bildungsarbeit in Deutschland
Nach einem Beschluss des Deutschen Bundestags fördert das Bundesministerium der Justiz seit 2020 jährlich ein Projekt der Hirschfeld-Eddy-Stiftung. Dazu hat die HES eine Plattform Menschenrechte eingerichtet. Folgende Projekte wurden initiiert und realisiert:

2020: Projekt Internationale Menschenrechtsdebatten nach Deutschland vermitteln: Hierbei ging es darum, das Bewusstsein über die Bedeutung internationaler Menschenrechte zu stärken und über VN-Errungenschaften und -Debatten wie z. B. die Anti-Rassismus-Konvention der VN (ICERD) in Deutschland aufzuklären.

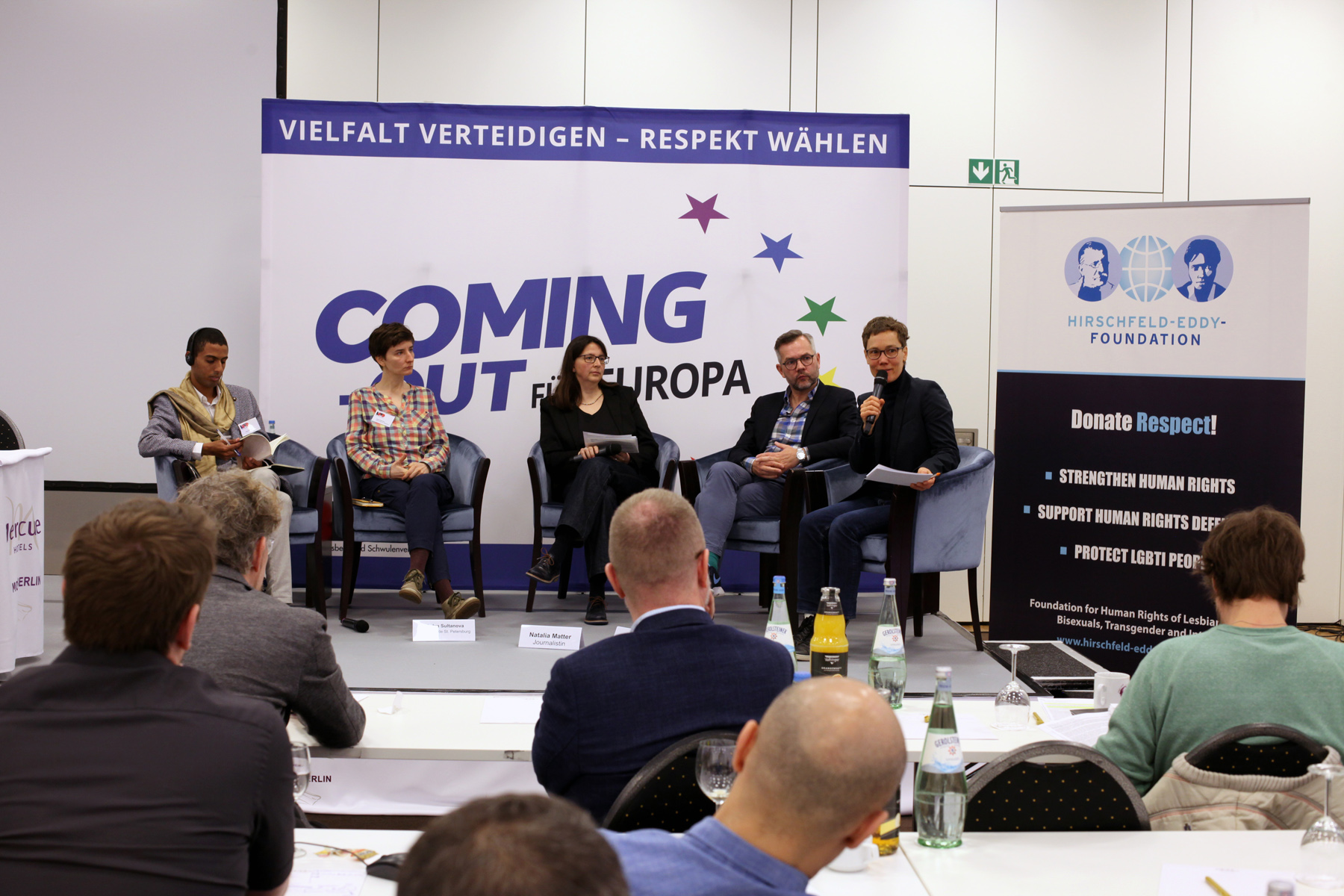
31. LSVD⁺-Verbandstag, März 2019, Podium (v.l.nr.): Ramy Khouili (Menschenrechtsverteidiger aus Tunis), Gulya Sultanova (Side by Side St. Petersburg), Natalia Matter (Moderation), Michael Roth (Staatsminister für Europa im Auswärtigen Amt) und Sarah Kohrt (Plattform Menschenrechte der Hirschfeld-Eddy-Stiftung), Foto: Caro Kadatz

2021: Im Projekt Menschenrechtsverteidiger*innen: Aufklärung, Inklusion und intersektionale Praxis ging es um die Situation von LSBTIQ-Menschenrechtsverteidigern (m/w/d) in verschiedenen Weltregionen. Gefragt wurde, wie die Menschenrechte von LSBTIQ-Personen in einem manchmal lebensgefährlichen Umfeld verteidigt und wie mit Kriminalisierung, Stigmatisierung und Gewalt umgegangen werden kann.
2022: Das Projekt Do no harm – Risiken in der internationalen Projektarbeit für LSBTI minimieren hat Richtlinien erarbeitet, die sichern sollen, dass unterstützende Maßnahmen für LSBTIQ, besonders im Ausland, keine zusätzlichen Gefährdungen für die betroffenen Personen mit sich bringen.
2023: Das Projekt We believe in change thematisierte die Haltung von Religionen zu LSBTIQ. Personen aus dem Bereich der Religionen wurden zu mehr Verantwortung und vor allem zu Gewaltfreiheit angeregt, da das Leben von LSBTIQ in vielen Ländern bedroht ist. Zudem wurden inklusive Gemeinden und gläubige LSBTIQ-Aktivistin bzw. Aktivistinnen vorgestellt.
2024: Das Projekt Kulturen und Kolonialismus – Der Kampf um die Menschenrechte von LSBTIQ* im Licht der Debatte um Dekolonisierung behandelt die Auswirkungen des europäischen Kolonialismus auf LSBTIQ. Es klärt über Verantwortung auf und sensibilisiert für die Spätfolgen dieses Teils der Kolonialgeschichte.
Im März 2021 konnte die Stiftung das vom Bundeskabinett beschlossene LSBTI*-Inklusionskonzept für die Auswärtige Politik und die Entwicklungszusammenarbeit feiern. Seit 2011 hatte die Stiftung bereits eine solche Selbstverpflichtung für die deutsche Entwicklungszusammenarbeit und Außenpolitik gefordert.
Am 24. Mai 2023 begrüßte Sarah Kohrt, Projektleiterin der LGBTI-Plattform Menschenrechte der Hirschfeld-Eddy-Stiftung, als Sachverständige im Ausschuss des Bundestages für Menschenrechte und humanitäre Hilfe die Leitlinien der Bundesregierung für eine feministische Außenpolitik und Entwicklungszusammenarbeit. Bei dem Gespräch betonte sie die Notwendigkeit einer engen und kontinuierlichen Zusammenarbeit mit der Zivilgesellschaft der Partnerländer sowie eine Auseinandersetzung mit der Kolonial- und Missionsgeschichte und merkte kritisch an, dass in Deutschland, anders als etwa in den Niederlanden oder in Schweden, nur ein geringer Teil der Gelder in LSBTIQ-Projekte fließe.

### Internationale Kooperationen
Ein außenpolitischer Schwerpunkt der HES ist die internationale Vernetzung in Form von Kooperationen mit Partnerorganisationen im Globalen Süden und in Osteuropa. Kooperationen bestehen zurzeit mit Partnerorganisationen aus der Türkei, Uganda, Ukraine, Lettland, Südafrika, Nicaragua und Kolumbien. Dort leistet die Stiftung auch praktische Hilfe für bedrohte LSBTIQ.
Mit Unterstützung des Auswärtigen Amtes wurden außerdem Projekte in den Ländern des Westbalkans, in Nicaragua, Tunesien und Kolumbien durchgeführt. Das erste vom BMZ-geförderte LSBTIQ-Projekte führte die HES 2010–2011 zusammen mit dem House of Rainbow in Nigeria durch. Das größte jemals vom BMZ geförderte LSBTIQ-Projekt war das Masakhane-Projekt, das die HES 2014–2022 zusammen mit filia.die Frauenstiftung und der Coalition of African Lesbians in Subsahara-Afrika durchführte.
Mit Privatspenden unterstützt(e) die HES gefährdete LGBT-Menschenrechtsverteidiger*innen in Polen, der Ukraine, Uganda, Ruanda sowie exil-iranische Organisationen.

### Erinnerungskultur
Die Stiftung pflegt das Erbe und die Erinnerung an die Namensgebenden der Stiftung. Auch engagiert sie sich für eine kollektive Entschädigung von Homosexuellen für das von den Nationalsozialisten begangene Unrecht. Anlässlich der Neubenennung des Magnus-Hirschfeld-Ufers gegenüber dem Schloss Bellevue in Berlin forderte die Stiftung eine Entschädigung für die Zerschlagung der Lesben- und Schwulenbewegung durch die Nationalsozialisten, denn mehr zehn Jahre lang hatte der LSVD Berlin-Brandenburg für die Namensgebung gekämpft. „Der Kampf gegen Homophobie und Verfolgung muss weitergeführt werden,“ betonte Axel Hochrein, Vorstandsmitglied der Hirschfeld-Eddy-Stiftung, bei der Eröffnung. Vor dem Hintergrund seiner Geschichte trage Deutschland eine besondere Verantwortung, sich für die Rechte von Homosexuellen und Transgender einzusetzen.

## Schriften (Auswahl)
Die Schriftenreihe der Hirschfeld-Eddy-Stiftung informiert über die weltweite Situation von Lesben, Schwulen, Bisexuellen, Transgender und Intersexuellen und fordert Menschenrechte für sie ein. Ihre Schriften wenden sich besonders an Menschen aus Politik, Wissenschaft, Entwicklungszusammenarbeit, Presse und Menschenrechts-Engagierte.
- Band 1 (2008): Die Yogyakarta-Prinzipien. Deutsche Übersetzung der Yogyakarta-Prinzipien. (English: Principles on the application of international human rights law in relation to sexual orientation and gender identity).[34]

- Band 2 (2011): Yogyakarta Plus. Menschenrechte für Lesben, Schwule, Bisexuelle, Transgender und Intersexuelle in der internationalen Praxis.[35]

- Band 3 (2012): Vom Verbot zur Gleichberechtigung. Die Rechtsentwicklung zu Homosexualität und Transsexualität in Deutschland. Festschrift für Manfred Bruns.[36]
- Band 4 (2020): Yogyakarta-Prinzipien +10 (Deutsche Übersetzung der Yogyakarta Principles +10)[37]
- Band 5 (2020): Aufklären, sensibilisieren, vernetzen. LSBTI*-Rechte sind Menschenrechte! Dokumentation der Internationalen Online-Konferenz im Dezember 2020[38]

- Band 6 (2021): Es ist ein täglicher Kampf. 15 Porträts von LSBTI-Menschenrechtsverteidiger*innen aus vier Kontinenten[39]

Auch veröffentlicht die HES regelmäßig fachspezifische Factsheets und andere Materialien sowie Blog-Berichte und Hintergrundinformationen.